# Шербаши
Шерба́ши (чув. Шарпаш) — деревня в Моргаушском районе Чувашской Республики. Входит в состав Чуманкасинского сельского поселения.

## География
Находится в северо-западной части Чувашии, на расстоянии приблизительно 7 км на юго-запад по прямой от районного центра села Моргауши.

## История
Известна с 1858 года, когда в ней было 226 жителей. В 1906 — 68 дворов и 342 жителя, в 1926 — 71 двор и 378 жителей, в 1939—483 жителя, в 1979—251. В 2002 году было 65 дворов, в 2010 — 55 домохозяйств. В 1929 году был образован колхоз «Искра», в 2010 действовал СХПК им. В. И. Чапаева.

## Население
Постоянное население составляло 202 человека (чуваши 100 %) в 2002 году, 191 в 2010.